# NK Omladinac Herešin
NK Omladinac Sloga je nogometni klub iz Herešina.
Trenutačno se natječe se u 2. ŽNL Koprivničko-križevačkoj.